# 광란의 168시간
《광란의 168시간》(Shotgun Wedding)은 오스트레일리아에서 제작된 폴 하먼 감독의 1993년 영화이다. 왈리 멜리시 포위 작전(Wally Melish siege)에 기반을 둔 영화이다. 아덴 영 등이 주연으로 출연하였고 찰스 한나 등이 제작에 참여하였다.

## 출연

### 주연
- 아덴 영
- 조 카리데스

### 조연
- 존 월튼
- 마샬 네이피어
- 존 클레이턴
- 폴 첩

## 제작진
- 미술: 마이클 필립스
- 의상: 클라리사 패터슨